# Raimundo Berenguer
Raimundo Berenguer (también Raymond Berenger), fue el 30° Gran Maestre de la Orden de Malta —cuando esta se encontraba todavía en Rodas—, desde 1365 hasta 1374, cuando sucedió a Roger de Pins, de quien era lugarteniente. Sus orígenes son aragoneses, si bien podría ser que su familia fuera de ascendencia italiana o francesa. 

## Actividad como gran maestre
Berenger ganó mucha fama por su lucha contra los musulmanes, tanto en el este como en el oeste. Organizó, junto con el rey Pedro I de Chipre una cruzada contra Alejandría, capital de los mamelucos de Egipto. Eventualmente pudieron equipar una flota de alrededor de cien barcos con soldados. El ataque a Egipto fue dirigido por Pedro I, mientras que Berenger defendió la isla de Rodas contra el avance de los turcos. Pedro I logró conquistar Alejandría en 1366, pero no logró avanzar a El Cairo. Alejandría fue abandonada por los cruzados poco después.
Poco tiempo después, Berenger conquistó Trípoli y Tartous en Siria, en 1366 , pero las ciudades también fueron abandonadas al poco tiempo.
En 1367 acompañó al Papa Urbano V en su viaje de Aviñón a Roma. Después del asesinato de Pedro I, Berenger fue nombrado nuncio apostólico de Pedro II, que a la sazón tenía 9 años. Berenger también pidió más ayuda cristiana a la Orden, que tenía cada vez más dificultades en Asia Menor.